# 角谷浩一

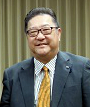
角谷浩一

角谷 浩一（かくたに こういち、1961年（昭和36年）4月3日 - ）は、日本の政治ジャーナリスト、ラジオパーソナリティ。

## 経歴
- 1961年 - 神奈川県横浜市生まれ
- 横浜高校入学
- 1985年 - 日本大学法学部新聞学科卒業
- 1985年4月 - 株式会社東京タイムズ入社。編集局勤務。校閲部、文化部配属
- 1986年4月 - 小学館第五編集部「週刊ポスト」政治担当編集者・記者
- 1988年4月 - 「週刊ポスト」韓国特派員
- 1989年7月 - 「SAPIO」へ異動
- 1990年11月 - テレビ朝日報道局へ移籍。「600ステーション」などの制作に携わる
- 1995年2月 - 中央政策研究所主任研究員
- 1997年9月 - 株式会社ネクストビュー設立。代表取締役就任

## 人物
- 東京ヤクルトスワローズのファンである。

## 活動
- ビデオニュース・ドットコム「永田町コンフィデンシャル」（キャスター）
- 2002年9月26日 - 現職内閣総理大臣単独インタビュー
- 2003年7月1日 - 「衆議院イラク人道復興支援並びに国際テロリズムの防止及び我が国の協力支援活動等に関する特別委員会」参考人
- 2004年11月 - 市川市市制施行70周年記念 核兵器廃絶都市宣言20周年記念 平和講演会
- 2005年4月 - 内閣府美ら島ブランド化委員会委員
- 2005年7月 - 岡崎市環境シンポジウム2005 講演会
- 2006年1月 - 内閣府「美ら島ブランド検討会議」委員
- 日本大学法学部非常勤講師
- 2008年6月 - 国境離島政策研究会委員
- 2009年1月以降 - ニコニコ生放送番組司会や政治解説を担当

## 論文
- 『生産・調達・運用支援統合情報システム（CALS）に関する調査研究』（1996年5月）
- 『知的財産（著作）権の保護に関する調査研究』（1997年6月）

## 出演

### テレビ番組
- ワイド!スクランブル（テレビ朝日）
- グッド!モーニング（テレビ朝日）
- ゴゴスマ -GO GO!Smile!-（CBCテレビ、金曜日）
- 白熱ライブ ビビット（TBSテレビ）
- ユアタイム〜あなたの時間〜（フジテレビ）
- めざましテレビ（フジテレビ、政治担当コメンテーター）
- 情報ライブ ミヤネ屋（読売テレビ、政治担当コメンテーター）
- チャント!（CBCテレビ、2025年7月22日）

### ウェブ番組
- とりあえず生中・ニュースの火曜日（ニコニコ生放送、火曜日パーソナリティ）2009年5月26日 - 2010年10月26日
- 角谷浩一と松嶋初音のニュースバックヤード（ニコニコ生放送、毎週火曜日）2011年7月12日 - 2012年8月28日
- みのもんたのよるバズ!（AbemaTV）
- UIチャンネル 東アジア共同体研究所（YouTube）
- デモクラシータイムス（YouTube）

### ラジオ
- 岩瀬惠子のスマートNEWS（ラジオ日本、火曜日担当コメンテーター）
- K's Cinema Review（FMヨコハマ、2016年4月1日 - 2019年3月29日）
- 大竹まこと ゴールデンラジオ!（文化放送）
- ザ・ボイス そこまで言うか!（ニッポン放送、火曜日）2012年1月10日 - 2013年6月25日
- Jam the WORLD（J-WAVE、月曜担当ナビゲーター）2011年4月25日降板
- MORNING STEPS（FMヨコハマ、8時台政治解説コーナー「K,s EYE」担当）
- 蟹瀬誠一 ネクスト!（文化放送、月曜担当コメンテーター）
- 永田町発サタデートリビューン（文化放送、平沢勝栄が衆議院選挙立候補出馬中の代打）
- 政治塾（文化放送、2003年 - 2004年、スーパーバイザー）
- 9.11特番（J-WAVE、2004年9月）
- 参院選特番（文化放送、2004年7月）
- 衆院選特番（文化放送、2003年11月）
- ニュース・パレード（文化放送、月曜担当キャスター）
- MORNING STEPS FRIDAY（FMヨコハマ、メインパーソナリティ）
- 長野智子アップデート（文化放送、月曜コメンテーター）